# Belém (Lisbona)
Belém è una freguesia del Portogallo e un quartiere della città di Lisbona. Conta 16 546 abitanti (2021) e ricopre un'area di 10,43 km². La freguesia è nata in seguito all'accorpamento delle freguesias di São Francisco Xavier e Santa Maria de Belém, determinato dalla riforma amministrativa del 2012.

## Storia
La scoperta di reperti archeologici lungo le rive del Tago suggerisce che l'area di Belém fosse luogo di insediamento umano sin dal Paleolitico. 

### Medioevo e prima età moderna
In seguito alla fondazione del regno del Portogallo da parte di Alfonso III del Portogallo, vennero condotti degli accertamenti (inquirições gerais) aventi la finalità di verificare la validità dei diritti e dei privilegi vantati dalla nobiltà e dal clero sui loro possedimenti. Dalle inquirições gerais risultò la compilazione di un complesso di informazioni di grande importanza per gli studiosi della storia medievale portoghese, analogo per scopo e contenuto al Domesday Book. Belém risultava essere, secondo quanto rilevato dalle inquirições gerais, parte delle aree rurali, scarsamente abitate, che si estendevano attorno a Lisbona. L'area era collegata a Lisbona mediante un ponte, situato nella zona di Alcântara. La vicinanza di Belém al fiume Tago stimolò lo sviluppo di attività commerciali nel villaggio rivierasco noto come Aldeia do Restelo, abitato da marinai e pescatori in quanto adatto all'attracco delle imbarcazioni. Nel XIV secolo l'area di Belém venne popolata da sudditi musulmani, esperti nell'agricoltura, che rifornivano la città di Lisbona con i loro prodotti; altri Mori, sia di condizione libera che schiavi, lavoravano nella pesca. Gradualmente, l'insediamento di Restelo si espanse in direzione di Lisbona. 
Enrico il Navigatore, maestro dell'Ordine del Cristo, diede inizio alla costruzione di una piccola chiesa dedicata a Santa Maria nel villaggio. Su sua iniziativa venne inoltre edificata nel 1460 una fontana, destinata principalmente ad approvvigionare le navi in partenza di acqua potabile. La fondazione della chiesa e del monastero dos Jerónimos sull'area della precedente costruzione di Enrico il Navigatore da parte di Manuele I del Portogallo intorno al 1495 determinò il passaggio dell'area dall'Ordine del Cristo all'Ordine di San Girolamo. La località venne denominata Santa Maria de Belém. Il monastero dos Jerónimos venne edificato su ordine di Manuele I quale sepolcro dei membri del Casato d'Aviz. Tale decisione venne presa in seguito alle cortes di Montemor-o-Velho del 1495. Nel 1496 Manuele I inoltrò una formale richiesta alla Santa Sede per edificare un monastero nei pressi della foce del Tago. Il monastero divenne un simbolo dell'espansionismo portoghese nell'età delle scoperte. La chiesa annessa era abitualmente usata dai marinai di ritorno a Lisbona o in procinto di partire dal porto di Lisbona quale luogo di preghiera.

### Dal XVI al XIX secolo
Durante il regno di Manuele I del Portogallo venne decisa la costruzione a Belém di una fortificazione fluviale, ovvero una torre con quattro livelli (così viene descritta dal cronista Damião de Góis) su una propaggine basaltica nei pressi del fiume Tago, utilizzando parte dei materiali ivi raccolti per la costruzione del monastero dos Jerónimos. Questa struttura sarebbe stata il nucleo della torre di Belém, la quale venne completata nel 1519 (sebbene sia stata oggetto di interventi successivi che le hanno conferito l'aspetto attuale). In seguito al completamento della torre e del monastero l'area di Belém iniziò ad attrarre famiglie dell'aristocrazia portoghese, che vi costruirono le loro residenze. Tale processo venne accompagnato da un graduale aumento della popolazione residente, tanto che il cronista Nicolau de Oliveira scrisse nel 1620 che ormai Belém poteva considerarsi a tutti gli effetti parte della città di Lisbona. Nuovi conventi si insediarono nella zona e tra il 1551 ed il 1591 (come riportato dallo storico Augusto Vieira da Silva) venne istituita la parrocchia civile (freguesia) dell'Ajuda (Nossa Senhora da Ajuda), comprendente la parte alta di Belém. 
Nel 1582 Filippo II di Spagna, nuovo sovrano del Portogallo, dispose la sepoltura dei resti (presunti) di Sebastiano I del Portogallo e di Enrico I del Portogallo in cappelle monumentali nel monastero dos Jerónimos. 
In seguito alla restaurazione dell'indipendenza portoghese nel 1640 dopo sessant'anni di Unione Iberica il monastero dos Jerónimos venne utilizzato dalla nuova dinastia dei Braganza quale luogo di sepoltura di diversi membri della famiglia reale. Vi vennero sepolti quattro dei figli di Giovanni IV del Portogallo, ovvero Teodosio di Braganza, Giovanna di Braganza, Alfonso VI del Portogallo e Caterina di Braganza (traslati nel 1855 nel Pantheon dei Braganza nel monastero di São Vicente de Fora). 
Belém divenne nel corso del regno di Giovanni V del Portogallo una località molto apprezzata dalla nobiltà e dalle classi alte. Lo stesso Giovanni V acquistò diverse proprietà nell'area. Il geografo António Carvalho da Costa diede conto nella sua Corografia Portuguesa di questo fenomeno.

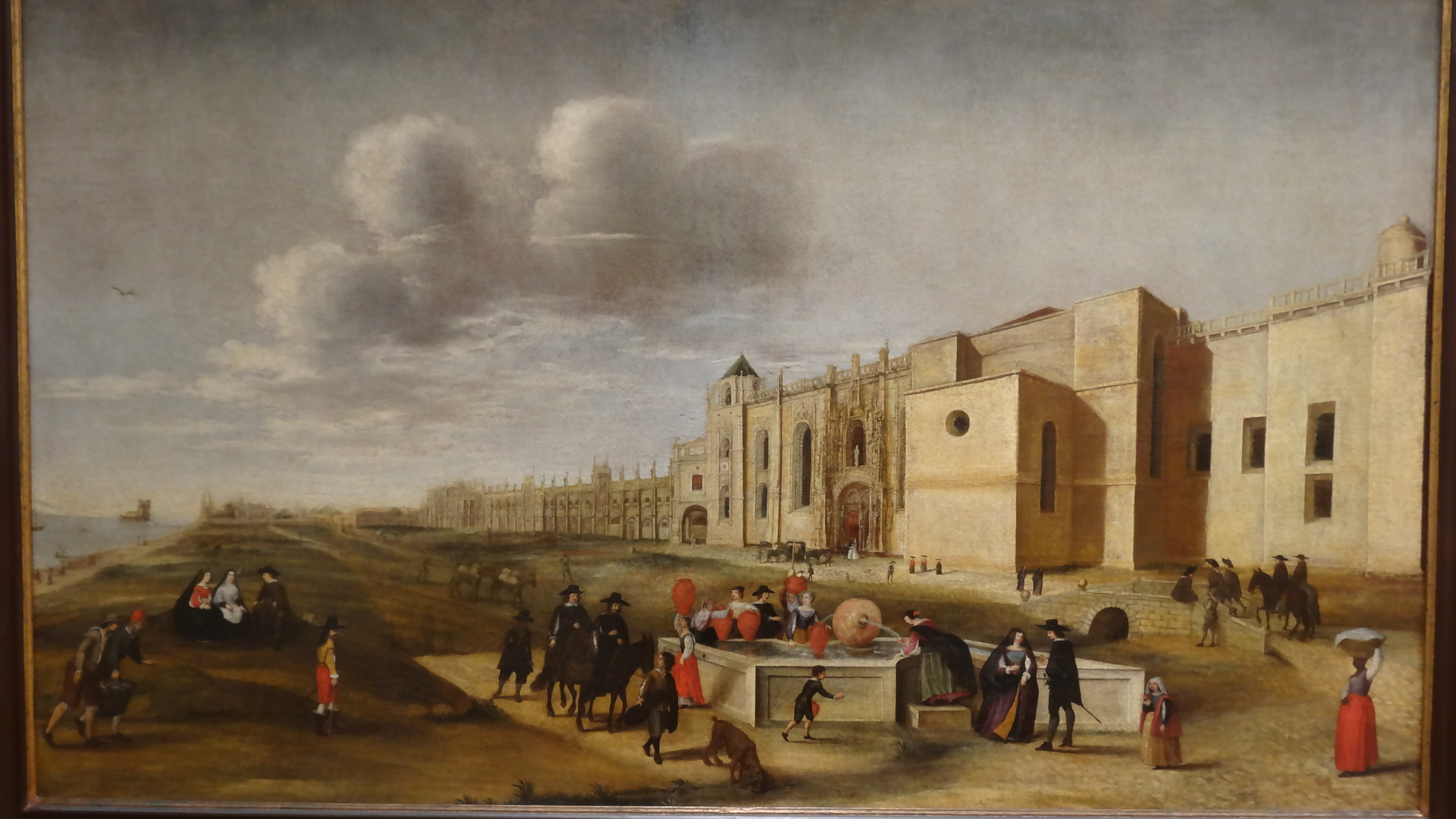
Vista del monastero e della piazza di Belém, 1657; dipinto di Filipe Lobo esposto presso il Museo nazionale d'arte antica di Lisbona.

L'area di Belém viene raffigurata o descritta da diversi artisti e viaggiatori sia portoghesi che stranieri nel corso del XVII e XVIII secolo. Tra questi troviamo il pittore portoghese Filipe Lobo (fl. 1650-1673); il pittore e architetto italiano Pier Maria Baldi (1630-1686), autore di vari disegni della capitale portoghese e dei suoi dintorni realizzati in occasione della visita di Cosimo III de' Medici impegnato in un Grand Tour europeo; il disegnatore e incisore olandese Pieter van den Berge (c. 1659-1737); il naturalista tedesco Johann Heinrich Friedrich Link (1767-1851), autore del Voyage en Portugal, Depuis 1797 jusqu’en 1799. 
Belém e Ajuda furono tra le aree di Lisbona meno colpite dal terremoto di Lisbona del 1755. Molti dei superstiti vennero alloggiati in tende e costruzioni temporanee in queste località. Giuseppe I del Portogallo e la sua corte si trasferirono in un complesso di tende e baracche in legno erette sui terreni dove poi sarebbe sorto il Palazzo Nazionale di Ajuda. Questo spostamento della corte attrasse varie attività economiche nelle aree di Belém e dell'Ajuda, rendendole inoltre il centro nevralgico dell'amministrazione dello Stato durante il terzo quarto del XVIII secolo. Venne inoltre acquartierata una forza militare per la sicurezza personale del monarca. Tutti questi fattori contribuirono ad accelerare il definitivo processo di integrazione di Belém e dell'Ajuda nel tessuto urbano di Lisbona. 
Nel 1770, durante il regno di Giuseppe I del Portogallo, venne istituita la parrocchia civile di São Pedro de Alcântara, scorporandola dall'Ajuda. 

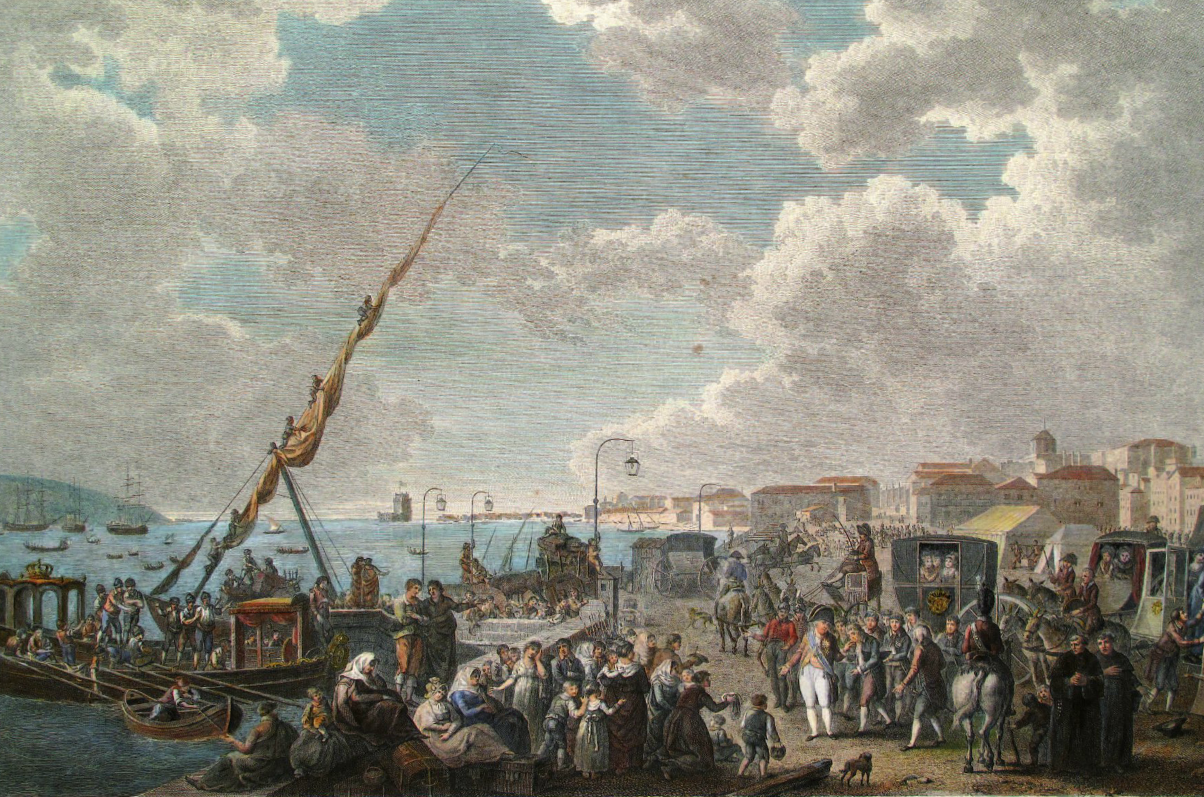
La fuga verso il Brasile del principe reggente del Portogallo dal porto di Belém, 1807. Opera di Henri L'Évêque (1769-1832) e Francesco Bartolozzi (1727-1815).

Sul finire del XVIII secolo la famiglia reale portoghese iniziò ad allontanarsi da Belém e dall'Ajuda. Nel 1794 un incendio distrusse la Real Barraca, la struttura in legno che ospitava il monarca. Tale evento determinò il trasferimento della corte nel Palazzo Nazionale di Queluz. La mancanza di fondi ritardò inoltre il completamento del palazzo dell'Ajuda. Nel 1807 il sovrano del Portogallo e la sua corte si rifugiarono in Brasile per sfuggire all'invasione francese e, al loro ritorno, nel 1821, re Giovanni VI del Portogallo decise di stabilire la sua residenza nel Palácio das Necessidades e nel Palácio da Bemposta. 
Belém divenne nel corso del XIX secolo una località industriale, in particolare nelle zone di Pedrouços e Bom Sucesso, attraendo impianti manifatturieri quali concerie, officine, vetrerie, impianti tessili. La struttura della Cordoaria Nacional (oggi spazio espositivo) testimonia questa fase storica. 
Il 28 dicembre del 1833 venne infine istituita ufficialmente la parrocchia civile di Santa Maria de Belém, comprendente anche l'Ajuda. L'industrializzazione del quartiere continuò nel corso del XIX secolo, tanto che nel 1881 risultavano essere presenti nella zona 25 fabbriche di varia tipologia, che impiegavano 1215 uomini, 812 donne e 432 fanciulli. Lo sviluppo economico attrasse ulteriori residenti e nuove abitazioni popolari vennero costruite per soddisfare la crescente domanda di alloggi. 
Belém ricevette nella seconda metà del XIX secolo ulteriore autonomia, divenendo un comune autonomo; mantenne tale status dal 1852 al 1885. Tra i presidenti del consiglio comunale vi fu lo storico e scrittore Alexandre Herculano (1854-1855).
Intorno alla fine del XIX secolo Belém viene raggiunta dalla ferrovia. Già nel 1854 era stato avanzato da Jules-Léon de Claranges Lucotte un progetto, poi accantonato, che prevedeva il collegamento tra Lisbona e Sintra, passando per Belém. Un secondo progetto, avanzato da M. A. Thomé de Gamond, prevedeva la costruzione di un grande porto a Lisbona, servito da una linea ferroviaria terminante a Colares (Sintra) e passante per Belém. Solamente nel 1883 venne nominata una commissione per esaminare il progetto, che subì delle modifiche. Nel 1889 venne infine inaugurato il primo tratto della ferrovia di Cascais, da Pedrouços a Cascais. La linea venne raddoppiata nel 1896.

### XX secolo

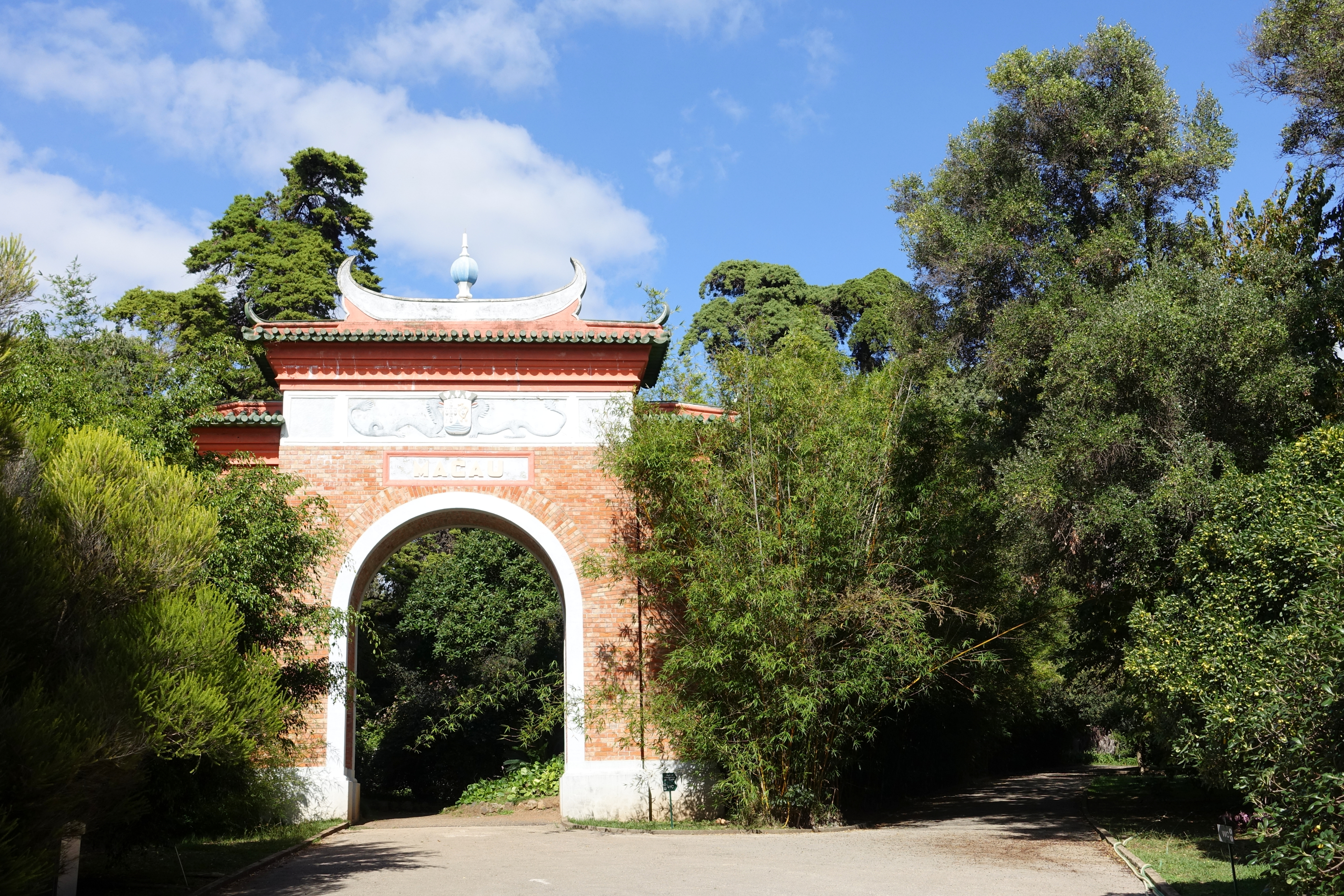
L'Arco de Macau nel Jardim Botânico Tropical, anche noto come Jardim do Ultramar. Fondato nel 1906 nell'area oggi occupata dal Jardim Zoológico de Lisboa, il giardino venne ricollocato nel 1914 nei terreni della Quinta do Meio e dell'antico Palácio dos Duques de Aveiro, demolito nel 1759 in seguito all'Affare Távora. All'interno del parco si trova inoltre il Museu Tropical de Lisboa, ospitato nel Palácio dos Condes da Calheta.

Belém fu nel corso del XX secolo interessata da importanti progetti di sviluppo urbano, che videro la costruzione ed il potenziamento di varie infrastrutture. Nel 1909 venne costruita la Central Tejo, centrale termoelettrica, operativa fino al 1972. Nel 1939 Belém venne interessata dalla costruzione della strada nazionale EN6 (Avenida Marginal), che collega Lisbona a Cascais. 
A Belém vennero fondate inoltre varie associazioni sportive e ricreative, quali il Clube de Futebol Os Belenenses (nel 1919) e il Casa Pia Atlético Clube (nel 1920). 

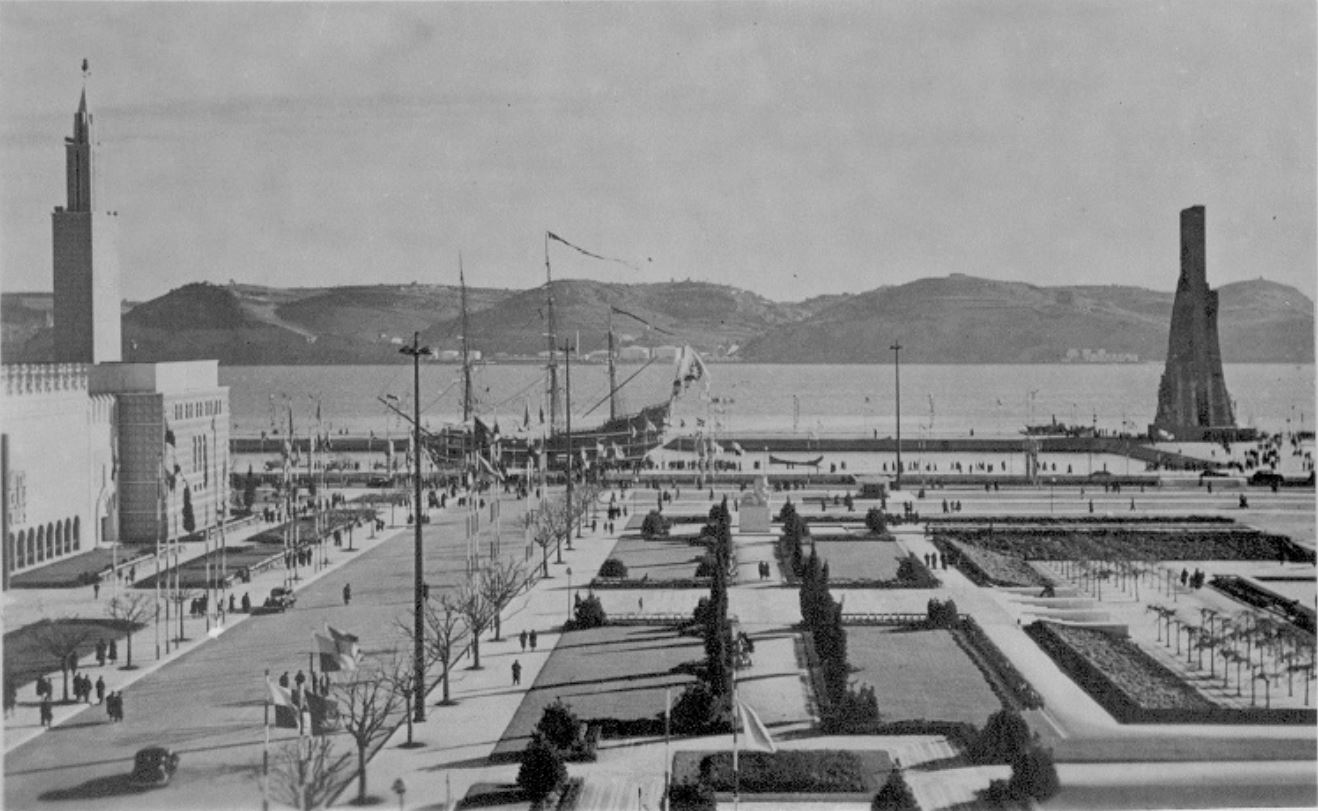
Vista parziale dell'Exposição do Mundo Português del 1940. Sulla sinistra il Pavilhão da Honra e de Lisboa, progettato da Luís Cristino da Silva; al centro la Nau Portugal (nonostante il nome, non una nau quanto piuttosto la replica di un galeone della Carreira da Índia), costruita su proposta di José Leitão de Barros; sulla destra la versione originaria, demolita nel 1958, del Padrão dos Descobrimentos, progettato da José Ângelo Cottinelli Telmo con sculture di Leopoldo Neves de Almeida.

Un evento che alterò in maniera significativa la conformazione urbana del quartiere fu l'Exposição do Mundo Português del 1940. Tale esposizione, avente una funzione celebrativa della storia portoghese e dell'Estado Novo, determinò varie demolizioni nel quartiere, cui seguirono interventi ispirati dai dettami dell'Estilo Português Suave o Estilo Nacionalista. 
Le fotografie di Eduardo Portugal (1900-1958), conservate presso l'Arquivo Municipal de Lisboa costituiscono una preziosa testimonianza del quartiere di Belém prima degli interventi di demolizione associati all'Exposição do Mundo Português. Le fotografie di Horácio Novais (1910-1988) documentano i lavori di demolizione e la costruzione delle strutture temporanee dell'Esposizione.
La sistemazione di Praça do Império è il lascito di maggior rilievo dell'esposizione del 1940. Nel contesto dell'Esposizione venne inoltre costruita la Doca de Belém. Interventi successivi, quali la costruzione del Monumento alle Scoperte (1960), del Jardim Vasco da Gama (anni '80) e del Centro Cultural de Belém (1993) hanno accentuato la vocazione di Belém quale destinazione turistica e polo culturale.

## Monumenti e luoghi d'interesse
- Central Tejo
- Palácio Nacional de Belém
- Jardins do Palácio Nacional de Belém
- Monastero dos Jerónimos
- Museu de Arte, Arquitetura e Tecnologia
- Museu Nacional de Arqueologia
- Museu de Marinha
- Museu de Arte Popular
- Centro Cultural de Belém
- Museu Nacional dos Coches
- Monumento alle Scoperte
- Torre di Belém
- Jardim Vasco da Gama
- Antiga Confeitaria de Belém
- Edifício da Fábrica Nacional de Cordoaria o Cordoaria Nacional, in Rua da Junqueira, n.º 187 - 189

## Galleria d'immagini

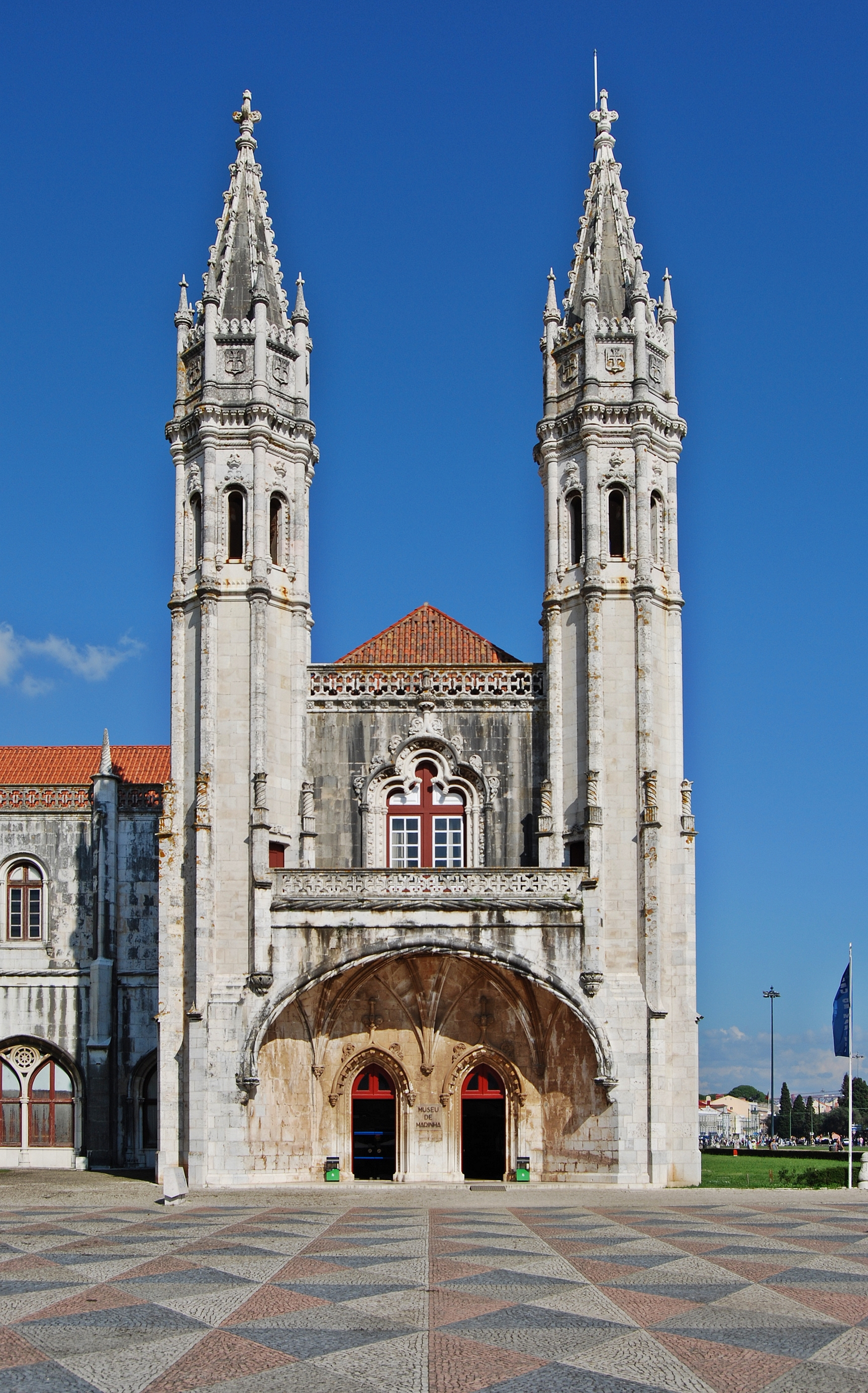
Ingresso in Praça do Império del Museu de Marinha, che occupa l'ala ovest del monastero dos Jerónimos.
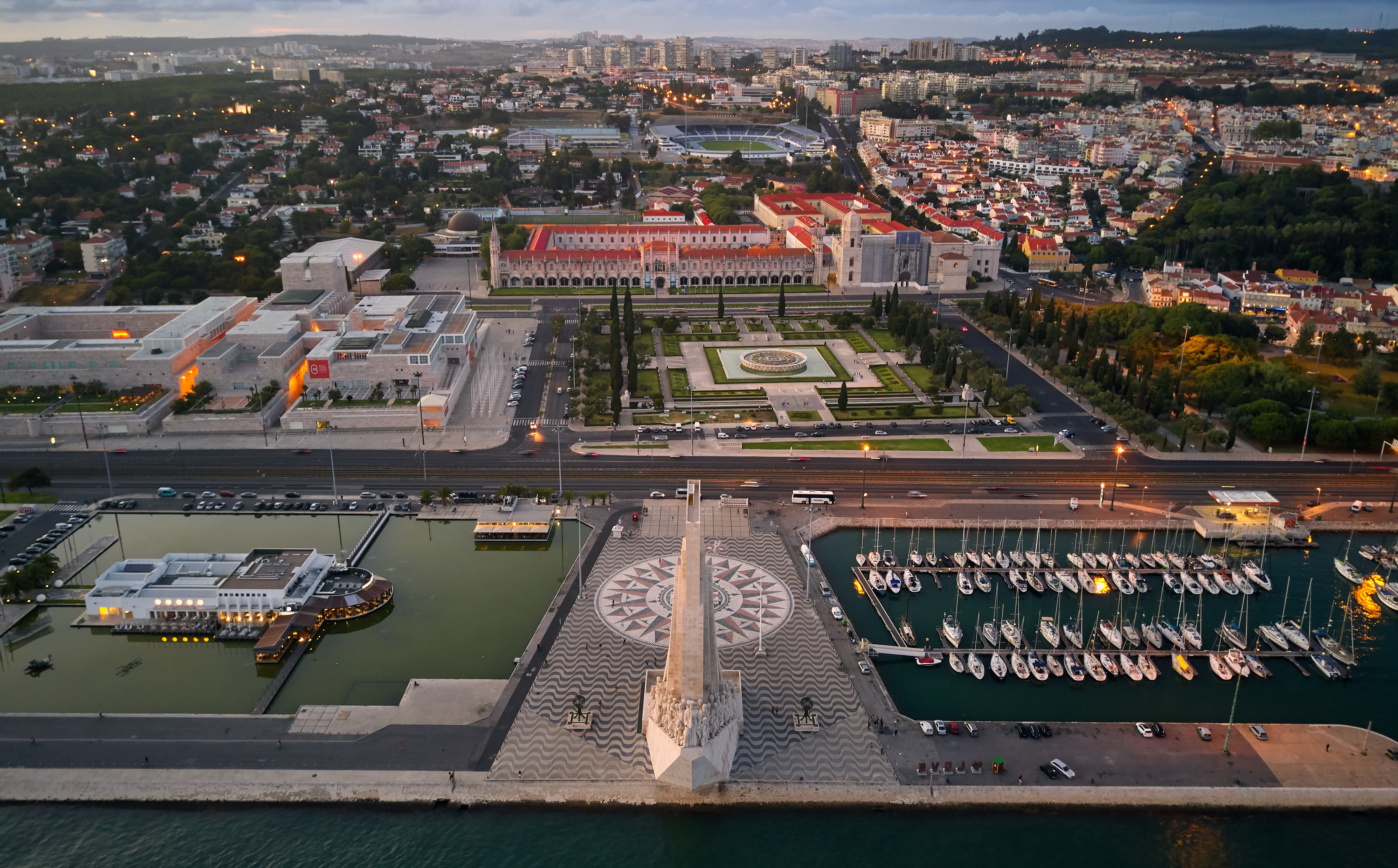
Praça do Império con il monastero dos Jerónimos. Alle spalle del monastero è visibile lo stadio do Restelo. A sinistra della piazza, il Centro Cultural de Belém, alla sua destra il Jardim Vasco da Gama. A sinistra del monastero, il Planetário de Marinha. In basso, il Monumento alle Scoperte e la Doca de Belém (porto turistico).
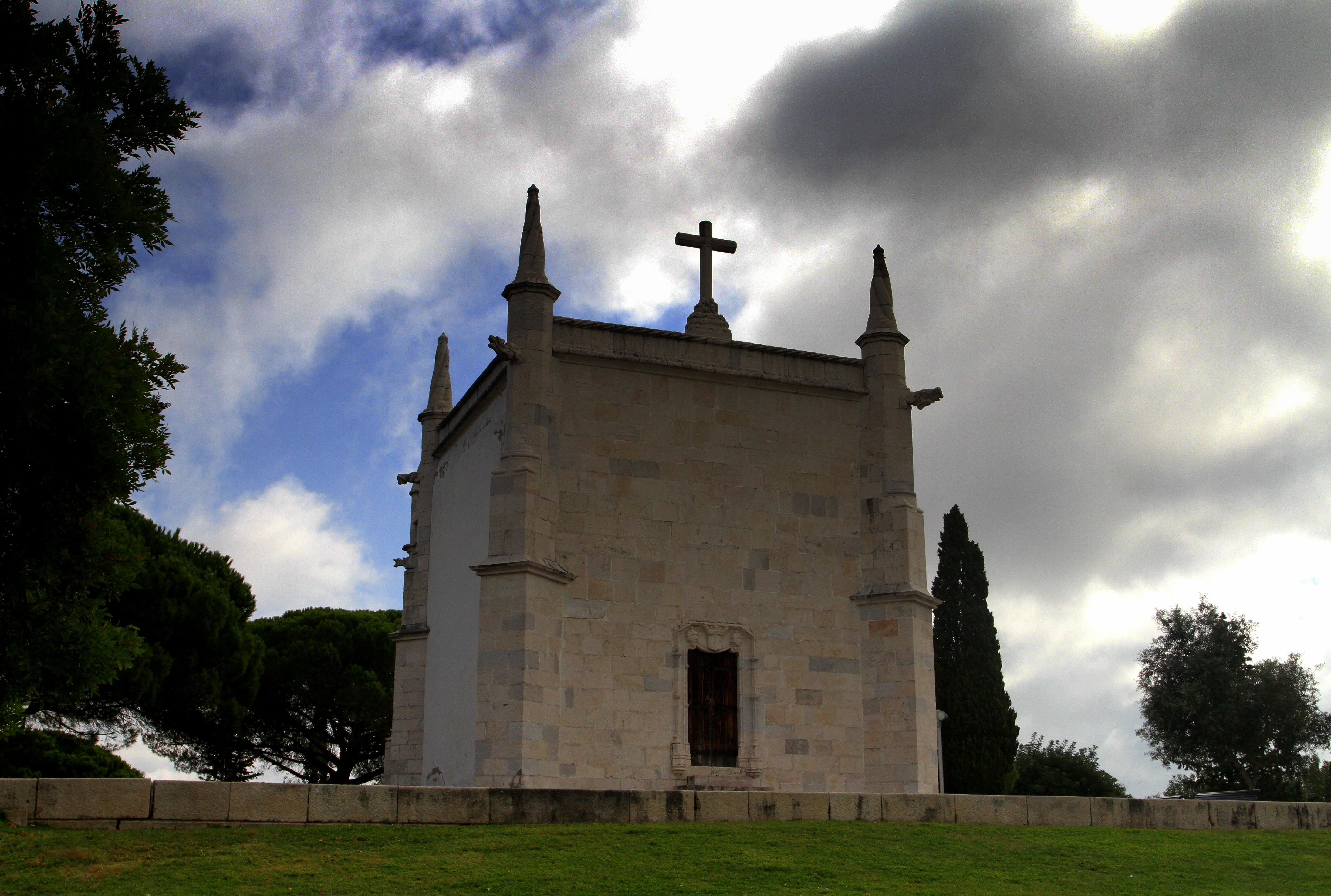
Ermida de São Jerónimo o Ermida do Restelo, realizzata agli inizi del XVI secolo, attribuita al maestro Diogo Boitaca.
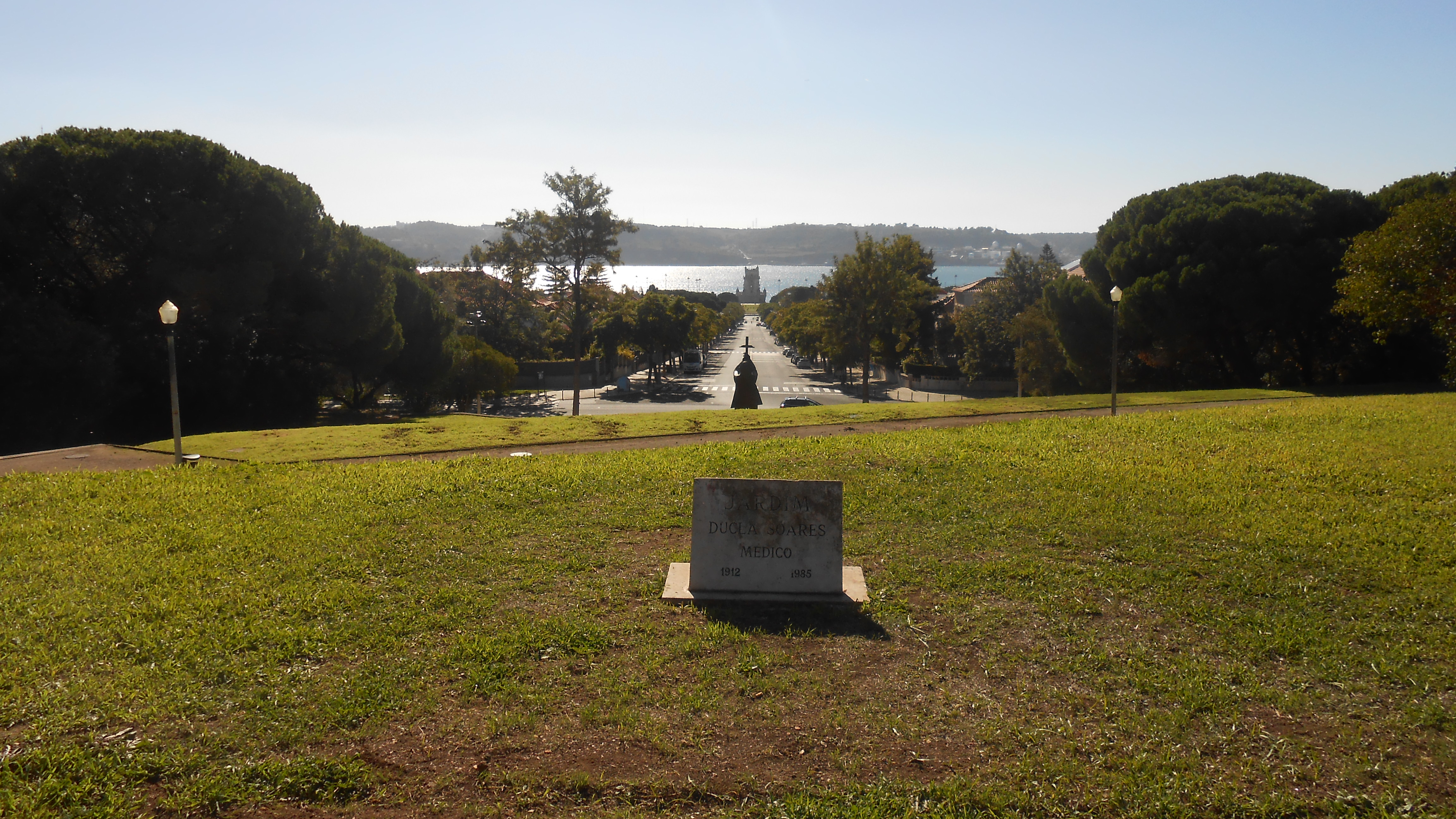
La Torre di Belém e l'Avenida Torre de Belém viste dal Jardim Ducla Soares.
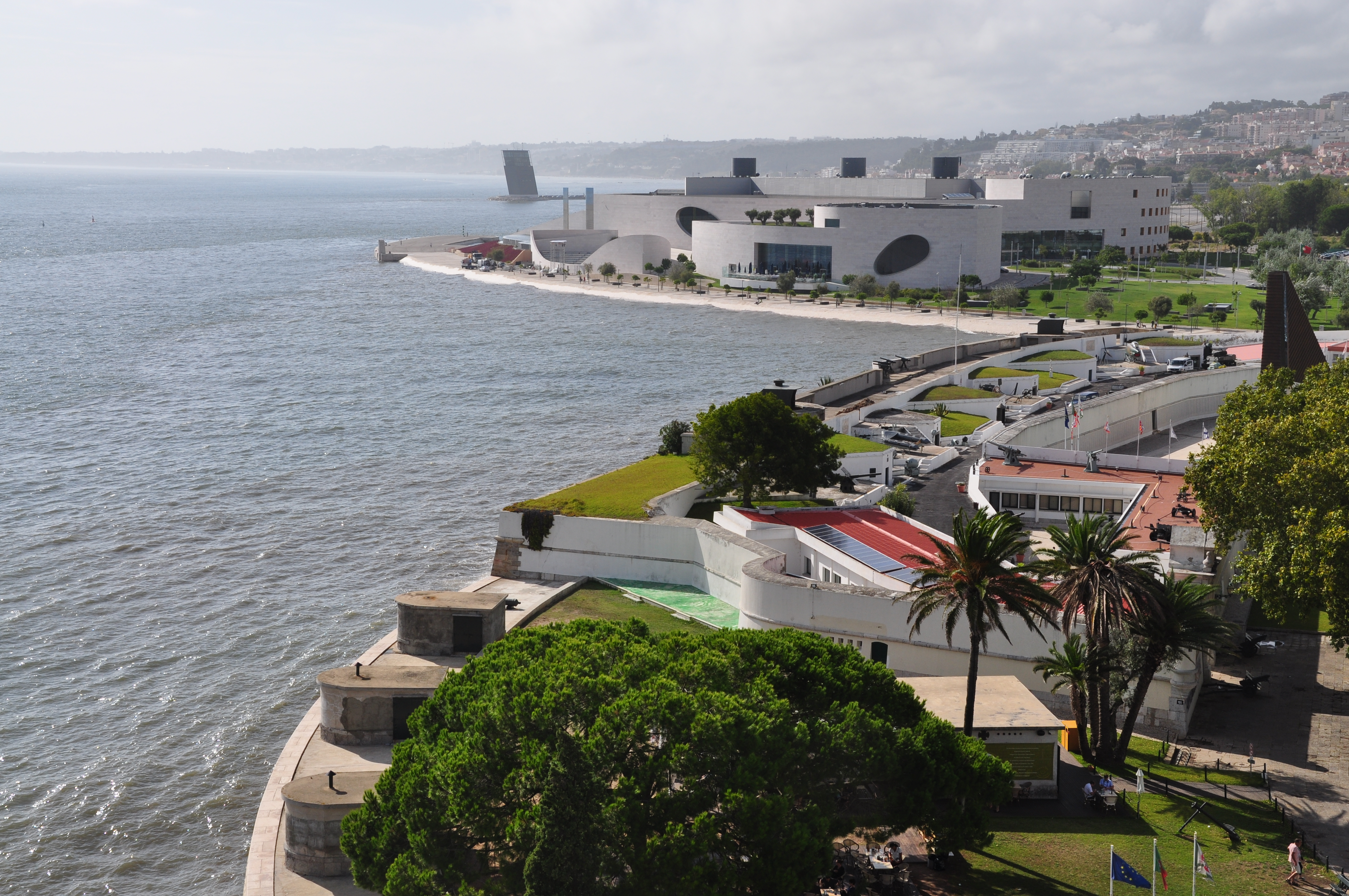
L'area rivierasca di Belém, con in primo piano il Forte do Bom Sucesso. Più oltre il centro di ricerca della Fondazione Champalimaud e sullo sfondo, la Torre VTS di Algés (Oeiras).
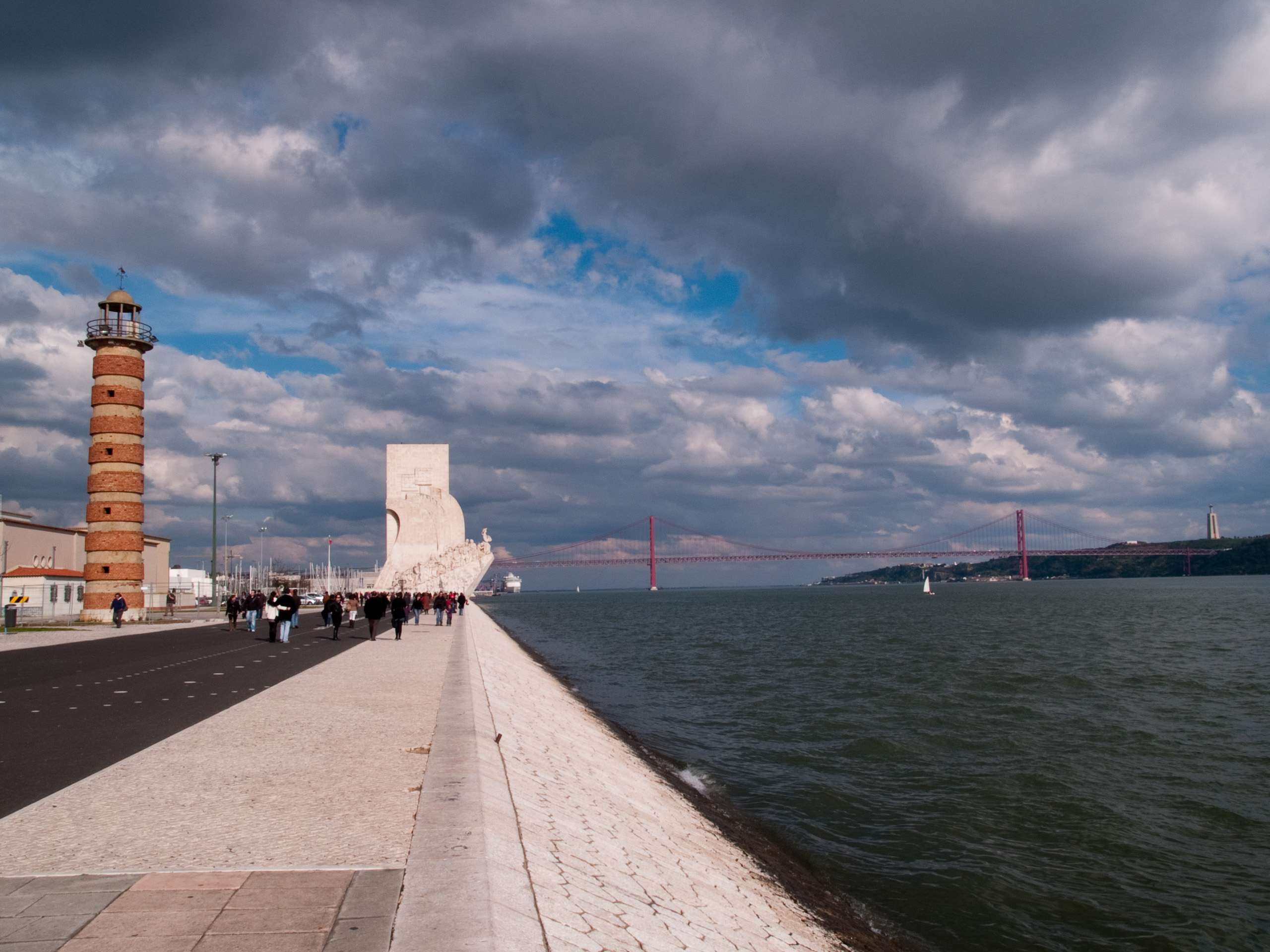
L'area lungo il Tago nei pressi del Monumento alle Scoperte, con il Farol de Belém e, sullo sfondo, il Ponte 25 aprile. Sulla sponda destra del fiume, è visibile il Santuario nazionale di Cristo Re ad Almada.
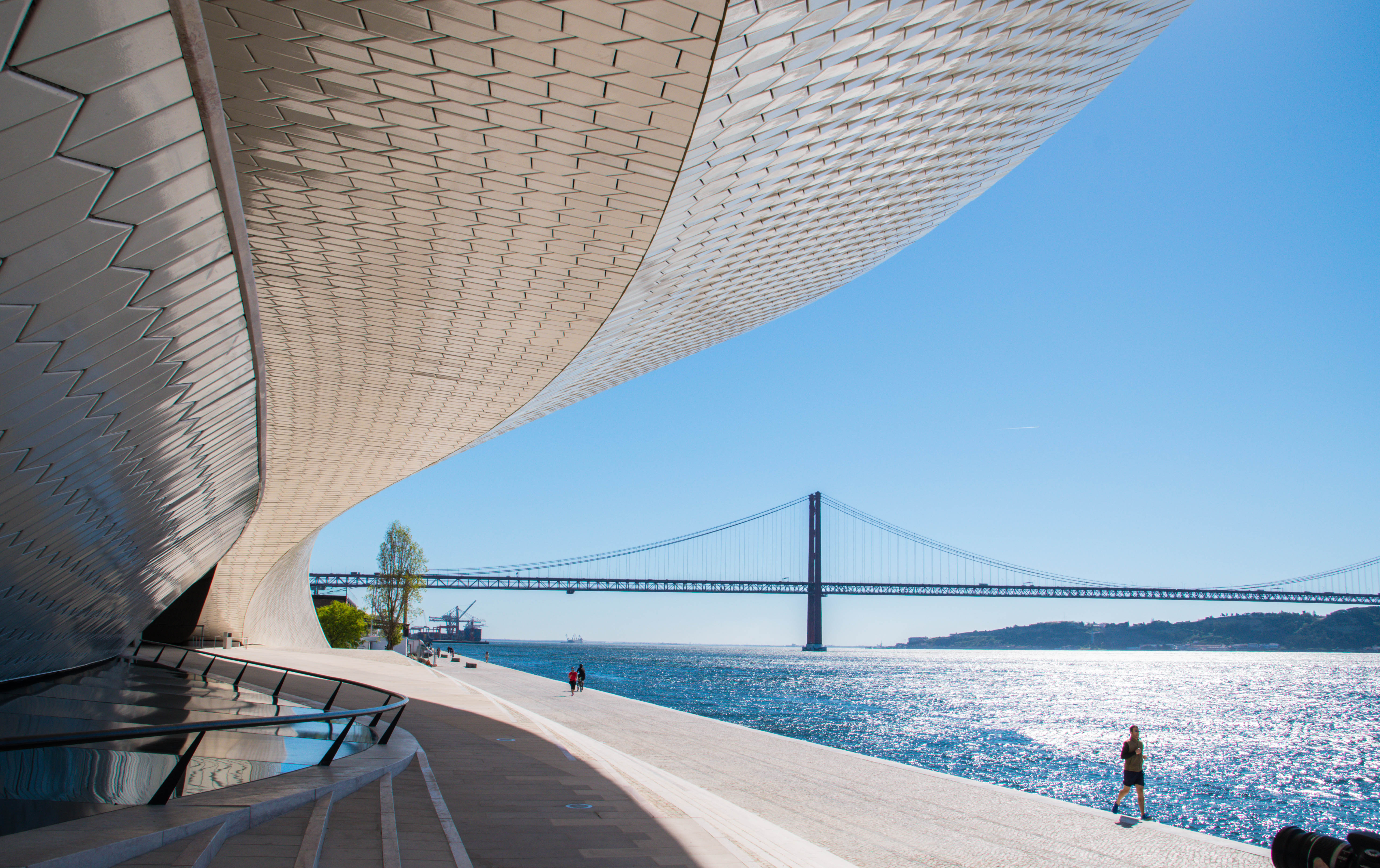
Esterni del Museu de Arte, Arquitetura e Tecnologia (MAAT), spazio espositivo aperto nel 2016, progettato da Amanda Levete.
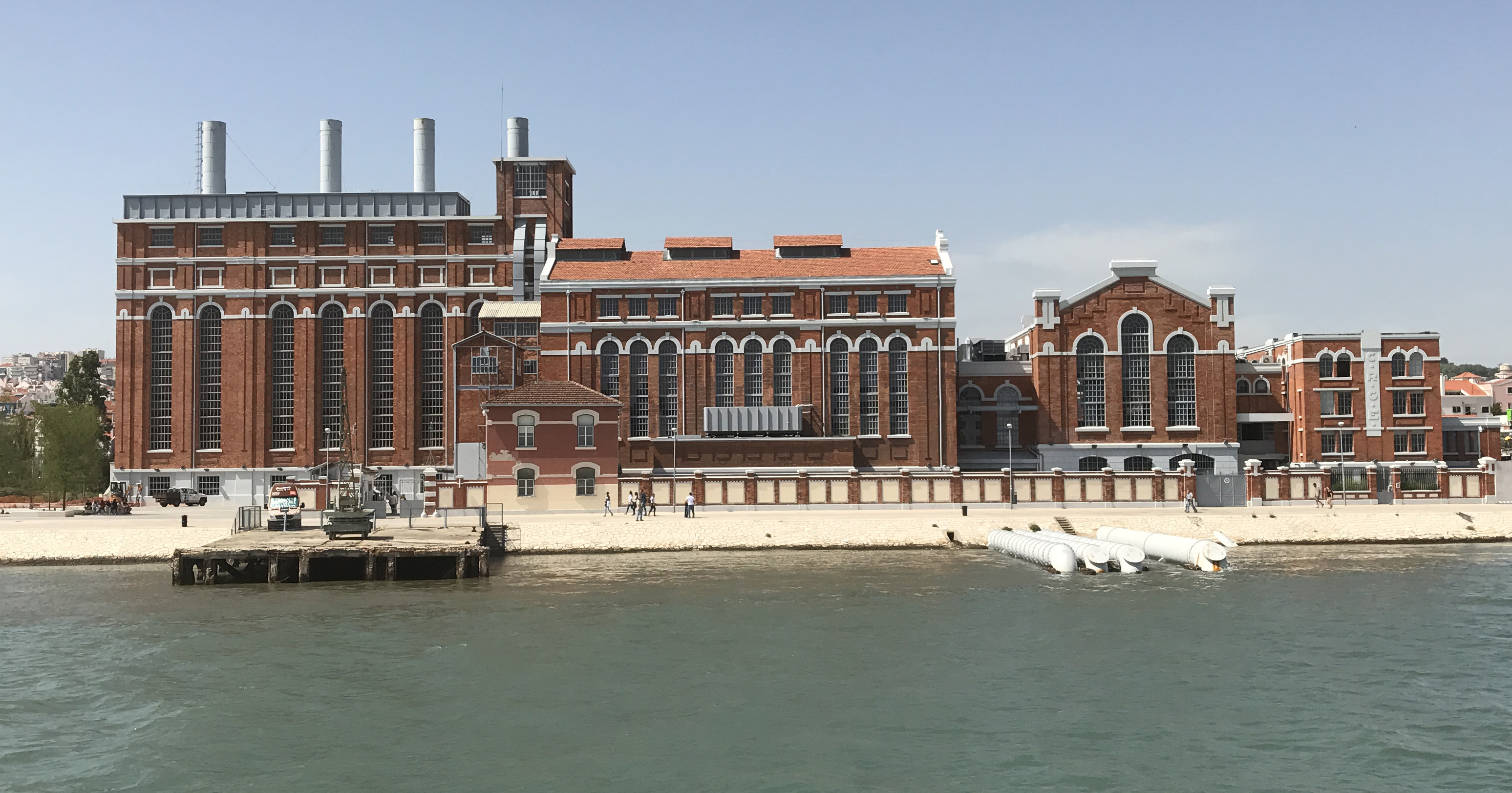
La Central Tejo, centrale termoelettrica in attività fino al 1975, dal 1990 sede del Museo dell'elettricità.